# HDEP-28
HDEP-28 ali etilnaftidat je stimulativna droga na osnovi piperidina, strukturno zelo sorodna etilfenidatu, vendar z zamenjavo benzenskega obroča z naftalenskim. Strukturno še sorodnejši je HDMP-28, ki deluje kot kratkodelujoč močan zaviralec ponovnega privzema serotonina-noradrenalina-dopamina z nekajkrat večjo jakostjo delovanja od metilfenidata.

## Pravni status
HDEP-28 je v Združenem kraljestvu prepovedan od junija 2015 po neodobreni prodaji kot dizajnerske droge skupaj s 4-metilmetilfenidatom.